# Битлянгур
Битлянгур (тат. Битләнгер) — деревня в Нижнеискубашском сельском поселении Кукморского района Татарстана.

## География
Деревня расположена на берегу реки Искубаш, в 24 км к юго-востоку от города Кукмора.

## История
Основана во второй половине XVI века. В дореволюционных источниках упоминается также как Акцыбово, Аксуфи, Аксыбы.
В XVIII – первой половине XIX века жители относились к сословию государственных крестьян. Их основные занятия в этот период – земледелие (в этот период земельный надел сельской общины составлял 728,4 десятин) и скотоводство.
В начале XX века в деревне действовали мечеть (с 1899 г.), 2 мелочные лавки. 
В «Списке населенных мест по сведениям 1859 года», изданном в 1866 году, населённый пункт упомянут как казённая деревня Битлякур (Акцыбова) 1-го стана Мамадышского уезда Казанской губернии. Располагалась при речке Уське, по правую сторону Кукморского торгового тракта, в 24 верстах от уездного города Мамадыша и в 22 верстах от становой квартиры во владельческом селе Кукмор (Таишевский Завод). В деревне, в 55 дворах жили 358 человек (182 мужчины и 176 женщин), была мечеть.
До 1920 года деревня входила в Кляушскую волость Мамадышского уезда Казанской губернии. С 1920 года в составе Мамадышского кантона ТАССР. С 10 августа 1930 года в Таканышском, с 1 января 1932 года в Кукморском, с 10 февраля 1935 года в Таканышском, с 1 февраля 1963 года в Мамадышском, с 12 января 1965 года в Кукморском районах.
В 1931 году в деревне был организован колхоз, с 1994 года деревня в составе коллективного сельскохозяйственного предприятия «Тан», с 2004 года – сельскохозяйственного производственного кооператива «Тан», с 2007 года – общества с ограниченной ответственностью «Агрофирма «Тукай», с 2018 года – общества с ограниченной ответственностью «Уныш».

## Демография
| Численность населения, чел. | Численность населения, чел. | Численность населения, чел. | Численность населения, чел. | Численность населения, чел. | Численность населения, чел. | Численность населения, чел. | Численность населения, чел. | Численность населения, чел. | Численность населения, чел. | Численность населения, чел. |      |      |      |
| 1782                        | 1859                        | 1897                        | 1908                        | 1920                        | 1926                        | 1949                        | 1958                        | 1970                        | 1979                        | 1989                        | 2002 | 2010 | 2017 |
| --------------------------- | --------------------------- | --------------------------- | --------------------------- | --------------------------- | --------------------------- | --------------------------- | --------------------------- | --------------------------- | --------------------------- | --------------------------- | ---- | ---- | ---- |
| 32                          | 358                         | 634                         | 638                         | 717                         | 764                         | 591                         | 462                         | 510                         | 419                         | 364                         | 355  | 315  | 319  |

Национальный состав села — татары.

## Экономика
Жители занимаются молочным скотоводством, работают преимущественно в обществе с ограниченной ответственностью «Уныш» и крестьянских (фермерских) хозяйствах.

## Инфраструктура
В деревне действуют начальная школа (с 1929 г.), клуб.Школа в соседней деревне,детей возят на автобусе.Клуб закрыт.

## Религия
Мечеть (с 1992 г.), медресе (с 2013 г.).

## Известные люди
- Нух Идрисов (1918—1944) — лейтенант, повторивший подвиг Александра Матросова в годы Великой Отечественной войны.